# 糖苷

糖苷的基本結構，這裡用D-葡萄糖作為糖的部分。

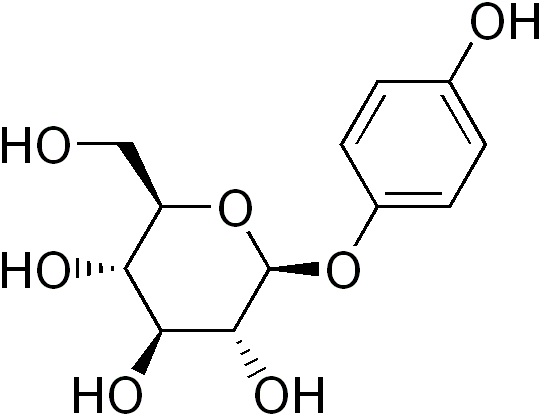
熊果素（Arbutin），一種簡單的糖苷。

苦杏仁苷（Amygdalin）。

甘草苷化學式

苷简称苷，旧称甙，是单糖或寡糖分子通过糖苷键与另一个非糖化合物或官能团缩合而成的含糖衍生物，即由糖与非糖物质结合而成的一类化合物。根据糖苷键原子的不同，分为氧苷、氮苷、硫苷、碳苷。
糖苷化合物中，醣部分称为糖基（glycone）；与糖基结合的非糖化合物或官能团称为苷元（genin）又称糖苷配基（aglycone）、配糖基。
糖苷在生物體內扮演重要角色、發揮許多重要的作用。許多植物以非活性糖苷的形式儲存化學品。這些可通過酶水解，這會導致糖部分斷裂，激活可用的化學品。許多此類植物糖苷被用作藥物。在動物和人類有毒物質通常結合糖分子排除體外。
在正式術語中，糖苷是經由糖苷鍵其中糖基通過鍵合其異頭碳到其它基團上。糖苷可以通過糖苷鍵藉由 O- （氧-糖苷）、N- （糖胺，glycosylamine）、S- （硫代糖苷，thioglycoside）、或 C- （碳-糖苷）連接。但是根據國際化聯，「碳-糖苷（C-glycoside）」是不當用詞；首選詞是「C-糖基化合物（C-glycosyl compound）」。許多專家要求增加糖是結合到非糖的分子才有資格稱作為糖苷，因此排除了多醣類。含糖基團被稱為糖基而非含糖基團稱作為苷元或糖苷配基的一部分。該糖基可以由一個含糖組（單醣）或幾個糖基（低聚醣）組成。
於1830年由法國化學家皮埃爾和安托萬查明的第一個糖苷是苦杏仁苷。

## 备注
1. ↑  另有一术语 配糖体，在中国大陆指的是“苷元”（aglycone）[1]，而在台湾指的是“糖苷”（glycoside）本身[2]；因此中文“配糖体”意义容易混淆，不利沟通。至於用語“配醣類”較為少見，有些臺灣學者[3]將之等同於“配醣體”即“苷類”。

## 外部連結
- （英文）Definition of glycosides, from the IUPAC Compendium of Chemical Terminology, the "Gold Book"
- （英文）IUPAC naming rules for glycosides